# Ðorđe Drenovac
Ðorđe Drenovac (in serbo Ђорђе Дреновац?; Belgrado, 9 agosto 1992) è un cestista serbo,che gioca come ala grande.

## Carriera
Con la Serbia ha disputato i Giochi del Mediterraneo di Mersin 2013.

## Palmarès
- Campionato bosniaco: 1

Igokea: 2014-15
- Campionato macedone: 2

MZT Skopje: 2015-16, 2016-17
- Coppa di Bosnia ed Erzegovina: 1

Igokea: 2015
- Coppa di Macedonia: 1

MZT Skopje: 2016